# إبراهيم دانزيغ
إبراهيم دانزيغ (بالألمانية: Avraham Danzig)‏ هو حاخام ألماني، ولد في 1748، وتوفي في 1820.